# Uszczyn (stacja kolejowa)
Uszczyn – dawna wąskotorowa stacja kolejowa w Poniatowie, w województwie łódzkim, w Polsce.